# Gweru
Gweru er en by i den centrale del af Zimbabwe, med et indbyggertal (pr. 2002) på cirka 137.000, hvilket gør den til landets tredjestørste by. Byen blev grundlagt i 1894 og er hovedstad i landets Midlands-provins.
19°25′S 29°50′Ø / 19.417°S 29.833°Ø